# Agromyza malaisei
Agromyza malaisei är en tvåvingeart som beskrevs av Spencer 1962. Agromyza malaisei ingår i släktet Agromyza och familjen minerarflugor.
Artens utbredningsområde är Myanmar. Inga underarter finns listade i Catalogue of Life.